# Большерельненское муниципальное образование
Большерельненское муниципальное образование — сельское поселение в Лысогорском районе Саратовской области Российской Федерации.
Административный центр — село Большая Рельня.

## История
Статус и границы сельского поселения установлены Законом Саратовской области от 29 декабря 2004 года № 118-ЗСО «О муниципальных образованиях, входящих в состав Лысогорского муниципального района».

## Население
| 2010  | 2011  | 2012  | 2013  | 2014  | 2015  | 2016  |
| ----- | ----- | ----- | ----- | ----- | ----- | ----- |
| 1295  | ↘1289 | ↘1278 | ↘1265 | ↘1236 | →1236 | ↗1237 |
| 2017  | 2018  | 2019  | 2020  | 2021  |       |       |
| ↘1227 | ↘1210 | ↘1172 | ↘1132 | ↘1114 |       |       |

## Состав сельского поселения
| № | Населённый пункт      | Тип населённого пункта       | Население |
| - | --------------------- | ---------------------------- | --------- |
| 1 | Александровка 2-я     | деревня                      | 30        |
| 2 | Большая Рельня (село) | село, административный центр | ↗785      |
| 3 | Федоровка             | село                         | ↘119      |
| 4 | Яблочный              | посёлок                      | ↘361      |